# صالح بن عبدالقدوس
صالح بن عبدالقدوس (گه‌گاه کوتاه‌تر صالح قُدّوس گفته می‌شود) (؟ -۷۸۳م) شاعر، ادیب و واعظ عراقی بود. او در مسجد جامع بصره به بیان سرگذشت‌های پیشنیان و وعظ می‌پرادخت؛ به‌ویژه از دین زرتشتی مثال می‌زد، چیزی که آن هنگام از سوی دستگاه رسمی «زندقه» نامیده می‌شد. این موضوع به آگاهی خلیفه مهدی رسید و او را از بصره به بغداد فراخواند. اما صالح قدّوس توانست به دمشق بگریزد. او بازداشت و به بغداد بازگردانده شد؛ گویند مهدی خود حکم قتلش را انجام داد و دستور داد پیکرش را چند روز همگانی بیاویزند. صالح بن عبدالقدوس بسیار کهنسال شده بود و گویند اواخر عمر نیز نابینا بود. شعرش را نیک و در ادبیات او را فاضل دانسته‌اند. ابن المعتز دربارهٔ زهد و وعظ او نوشته است و همهٔ اشعارش را «امثال و حکمت‌ها» بیان کرده‌است. جاحظ نیز شعر صالح را ستوده است و گفته است که قصایدش چون همگی مَثل‌وار بوده، بر زبان همگان مردم شهرت نیافت. 